# Henri Leconte
Henri Leconte (ur. 4 lipca 1963 w Lillers) – francuski tenisista, zwycięzca French Open 1984 w grze podwójnej, zdobywca Pucharu Davisa, olimpijczyk.

## Kariera tenisowa
Startując jeszcze w gronie juniorów Leconte wygrał w 1981 roku grę pojedynczą chłopców podczas Rolanda Garrosa, po pokonaniu w finale Alberto Tousa.
Jako zawodowy tenisista występował w latach 1980–1996.
W grze pojedynczej Leconte odniósł 9 zwycięstw w zawodach z cyklu ATP World Tour oraz awansował do 7 finałów, w tym do finału French Open 1988. W spotkaniu o tytuł uległ Matsowi Wilanderowi.
W grze podwójnej Francuz zwyciężył w 10 turniejach rangi ATP World Tour, a także osiągnął 9 finałów. W 1984 roku został mistrzem French Open, a dokonał tego w parze z Yannickiem Noahem. Rok później awansował wspólnie z Noahem do finału US Open.
W 1991 roku Leconte miał znaczący wkład w pierwszy triumf Francji w Pucharze Davisa od 49 lat. W rundzie finałowej Francuzi zmierzyli się ze Stanami Zjednoczonymi, które pokonali 3:1. W pierwszym dniu rywalizacji Leconte pokonał Pete'a Samprasa 6:4, 7:5, 6:4. W meczu deblowym razem z Guyem Forgetem zdobył kolejny punkt po zwycięstwie 6:1, 6:4, 4:6, 6:2 z parą Ken Flach–Robert Seguso.
Leconte dwa razy wystąpił na igrzyskach olimpijskich. W 1988 roku w Seulu i w 1992 roku w Barcelonie. W grze pojedynczej w obu imprezach Francuz odpadał w II rundzie, natomiast w grze podwójnej najdalej dotarł do ćwierćfinału w Seulu, w parze z Guyem Forgetem. W deblowych rozgrywkach w Barcelonie, razem z Forgetem, odpadł w II rundzie.
W rankingu gry pojedynczej Leconte najwyżej był na 5. miejscu (22 września 1986), a w klasyfikacji gry podwójnej na 6. pozycji (18 marca 1985).

### Finały w turniejach wielkoszlemowych

#### Gra pojedyncza (0–1)
| Końcowy wynik | Nr | Data           | Turniej            | Nawierzchnia | Przeciwnik    | Wynik finału  |
| ------------- | -- | -------------- | ------------------ | ------------ | ------------- | ------------- |
| Finalista     | 1. | 5 czerwca 1988 | French Open, Paryż | Ceglana      | Mats Wilander | 5:7, 2:6, 1:6 |

#### Gra podwójna (1–1)
| Końcowy wynik | Nr | Data            | Turniej            | Nawierzchnia | Partner      | Przeciwnicy             | Wynik finału            |
| ------------- | -- | --------------- | ------------------ | ------------ | ------------ | ----------------------- | ----------------------- |
| Zwycięzca     | 1. | 9 czerwca 1984  | French Open, Paryż | Ceglana      | Yannick Noah | Pavel Složil Tomáš Šmíd | 6:4, 2:6, 3:6, 6:3, 6:2 |
| Finalista     | 1. | 7 września 1985 | US Open, Nowy Jork | Twarda       | Yannick Noah | Ken Flach Robert Seguso | 7:6, 6:7, 6:7, 0:6      |